# Uromastyx aegyptia
Uromastyx aegyptia е вид влечуго от семейство Агамови (Agamidae). Видът е уязвим и сериозно застрашен от изчезване.

## Разпространение
Разпространен е в Египет, Йемен, Израел, Йордания, Ирак, Иран, Катар, Кувейт, Обединени арабски емирства, Оман, Саудитска Арабия и Сирия.